# Henrik Møller (político)
Henrik Berggren Møller (nascido em 16 de novembro de 1965, em Helsingør) é um político dinamarquês, membro do Folketing pelo partido dos sociais-democratas. Ele foi eleito para o parlamento nas eleições legislativas dinamarquesas de 2019.

## Carreira política
Møller fez parte do conselho municipal do município de Helsingør de 1986 a 1993 e novamente de 1998 a 2019 e foi vice-prefeito do município de 2006 a 2019. Ele foi eleito para o parlamento na eleição de 2019, onde recebeu 4.223 votos.